# Efecto Schüfftan

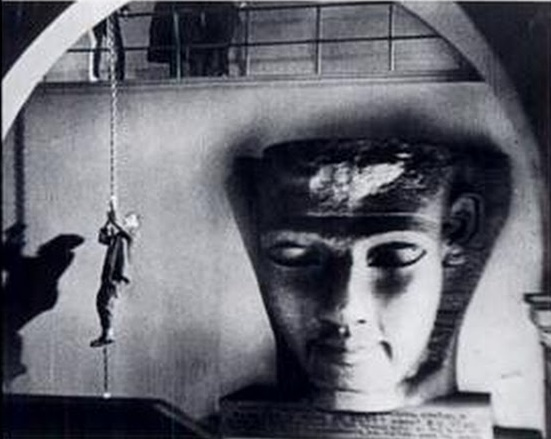
El efecto Schüfftan usado en la película Blackmail (1929).

El efecto Schüfftan o proceso Schüfftan es un tipo de efecto especial para películas con el nombre de su inventor, Eugen Schüfftan (1893-1977). Se utilizó ampliamente en la primera mitad del siglo XX antes de ser casi totalmente reemplazado por el mate móvil y los efectos de pantalla azul (croma).

## Introducción
El proceso fue refinado y popularizado por el director de fotografía alemán Eugen Schüfftan mientras trabajaba en la película Metropolis (1927), aunque no hay evidencia de que otros cineastas estaban usando técnicas similares antes de esto. El director de la película, Fritz Lang, quiso insertar a los actores en las escenas de maqueta de los rascacielos y otros edificios, por lo que Schüfftan utilizó un espejo hecho especialmente para crear la ilusión de que los actores interactúan con enormes conjuntos de aspecto realista.
Schüfftan colocó una placa de vidrio en un ángulo de 45 grados entre la cámara y los edificios en miniatura. Usó el visor de la cámara para trazar el contorno de la zona en la que los actores más tarde serían insertados en el cristal. Este esquema se transfirió a un espejo y se eliminó toda la superficie reflectante que cayó fuera del contorno, dejando de vidrio transparente. Cuando el espejo se coloca en la misma posición que la placa original de vidrio, la parte reflectante bloquea una parte del edificio en miniatura detrás de él y también refleja la etapa detrás de la cámara. Los actores fueron colocados varios metros de distancia desde el espejo de modo que cuando se reflejaban en el espejo, se mostrarían en el tamaño correcto.
En la misma película, Schüfftan utiliza una variación de este proceso, donde modo del conjunto en miniatura (o dibujo) se muestran en la parte reflectante del espejo y los actores son filmados a través de la parte transparente.
Durante los años siguientes, el proceso Schüfftan fue utilizado por muchos otros cineastas, entre ellos, Alfred Hitchcock, en sus películas Blackmail (1929) y The 39 Steps (1935), y en fechas relativamente recientes como El señor de los anillos: El retorno del rey (2003), dirigida por Peter Jackson. El proceso Schüfftan ha sido reemplazado con capturas mate, que permiten a las dos partes de la imagen ser filmados en diferentes momentos y da la oportunidad para realizar más cambios en la posproducción. 
Los procesos de Schüfftan con el uso de espejos es muy similar a la etapa de la técnica del siglo XIX conocida como Fantasma de Pepper.